# Jijiga
Jijiga (somalí: Jigjiga) es una ciudad en el este de Etiopía y la capital de la región de Ogaden. Ubicado en la Zona Jijiga a unos 80 km (50 millas) al este de Harar ya 60 km (37 millas) al oeste de la frontera con Somalia, esta ciudad tiene una elevación de 1.634 metros sobre el nivel del mar.
La ciudad está situada en la carretera principal entre Harar y la ciudad de Hargeisa Somalia. Ha gozado de servicio postal desde 1923, y tenía servicio telefónico por 1956. Una de asfalto y hormigón carretera 170 kilómetros de longitud que conectan Jijiga con Degehabur se completó 14 de noviembre de 2008 a un costo de más de 230 millones de Birr. Jijiga es servido por Jijiga Airport (Garaad Wiil-Waal Aeropuerto) (IATA: JIJ, OACI: HAJJ).
Jijiga era una ciudad de la provincia de Hararge, pero con la aprobación de la Constitución de Etiopía de 1995, se convirtió en la capital del Estado Regional Somalí llamado Ogaden.